# Vittorio Emanuele, Conte de Torino
Prințul Vittorio Emanuele de Savoia-Aosta, Infante al Spaniei, Conte de Torino (24 noiembrie 1870 – 10 octombrie 1946) a fost nepotul regelui Victor Emanuel al II-lea al Italiei și membru al Casei de Savoia. A fost verișor primar cu regele Victor Emanuel al III-lea al Italiei.

## Familie
S-a născut la Torino ca al doilea fiu al Prințului Amadeo de Savoia, Duce de Aosta și a primei lui soții, Maria Vittoria del Pozzo. Cu câteva zile înainte de nașterea sa, tatăl său fusese ales rege al Spaniei sub numele de Amadeo I, așa încât, Vittorio a devenit infante al Spaniei.

## Duelul
În 1897 Vittorio Emanuele l-a provocat la duel pe Prințul Henri de Orléans, după ce Henri a descris în câteva articole din "Le Figaro", că soldații italieni ținuți captivi în Etiopia în timpul Primului Război italo-etiopian erau lași. Disputa a avut larg ecou în Italia și Europa. Au convenit ca arma utilizată să fie sabia deoarece italienii credeau că duelul cu pistolul preferat de francezi era demn pentru soții trădați, nu pentru prinții de sânge regal.
Duelul cu săbii, condus de contele Leontieff și de contele Avogadro, a durat 26 de minute și a avut loc la 5:00 a.m. la 15 august 1897 în Bois de Marechaux la Vaucresson, Franța. Vittorio Emanuele l-a învins pe Prințul Henri, după 5 reprize.  "Monseigneur" Henri a primit o rană gravă la abdomen și medicii de ambele părți au considerat rana suficient de gravă pentru a-l pune într-o stare de inferioritate evidentă, ducând la sfârșitul duelului și la celebritatea în Europa a contelui de Torino.
La Torino, regele Umberto I l-a salutat spunând: "Vreau să fiu primul care vă felicită din toată inima pentru exemplul pe care l-ați dat și pentru succesul înregistrat".